# Spissøy
Spissøy ou Spyssøya est une île norvégienne du comté de Hordaland appartenant administrativement à Bømlo.

## Description
Rocheuse et couverte d'une légère végétation, elle s'étend sur environ 2,33 km de longueur pour une largeur approximative de 1,230 km. Elle est située au confluent du détroit de Stokksundet et du fjord Hardangerfjord, au sud-ouest de l'île de Moster, au sud-est d'Otterøya et au nord-est de l'île de Nautøya.
Spyssøya est reliée à l'île de Bømlo par le Spissøy Bridge (en) et à l'île de Nautøya par le Bømla Bridge (en). 
Les habitants permanents étaient peu nombreux jusqu'à la construction des ponts. Depuis lors, la population de l'île a augmenté. Elle compte ainsi plusieurs habitations et plusieurs routes intérieures et est traversée au nord par la route 542.